# Haargel

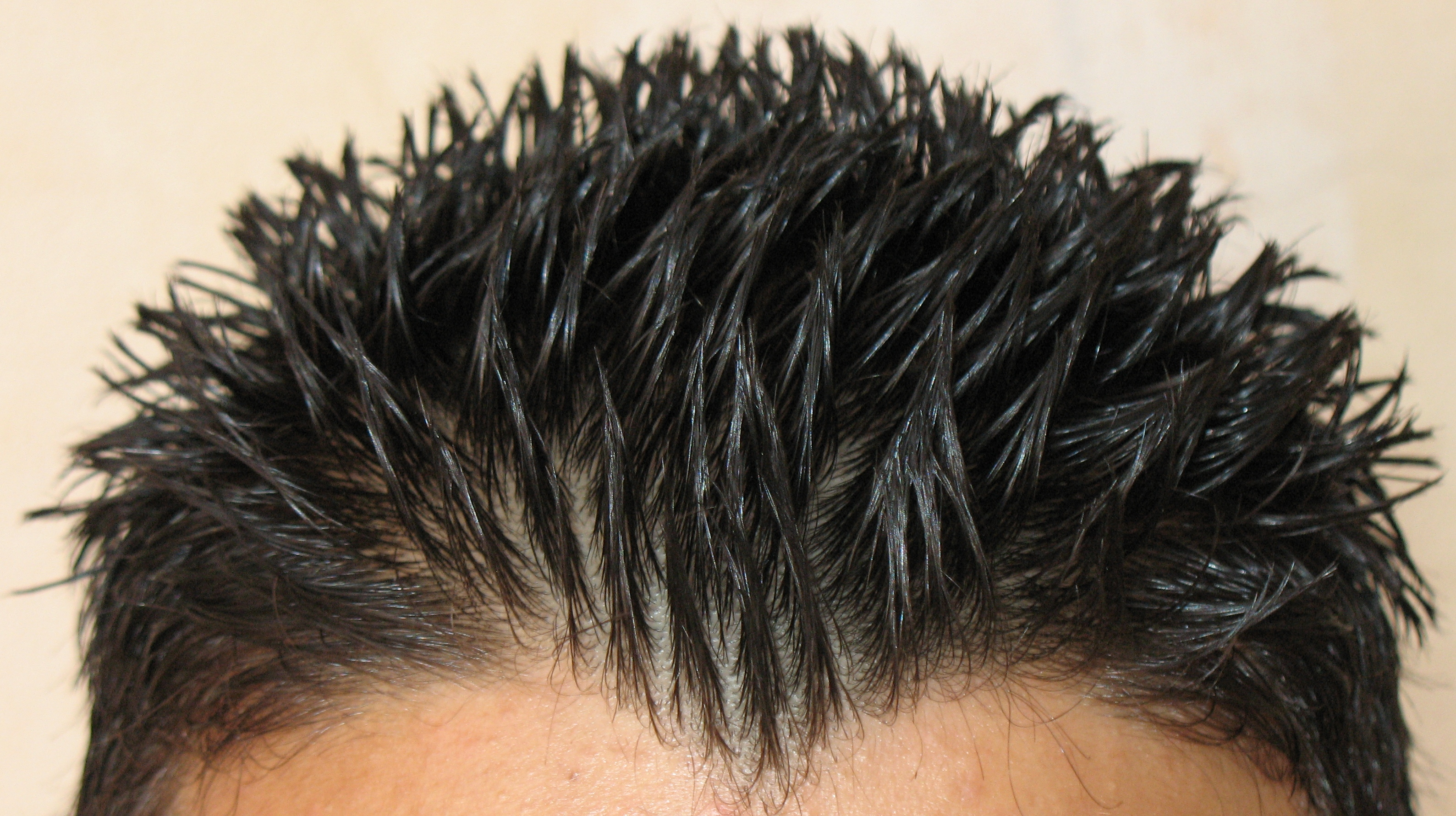
Angewendetes Haargel mit „Wet-Look-Effekt“.

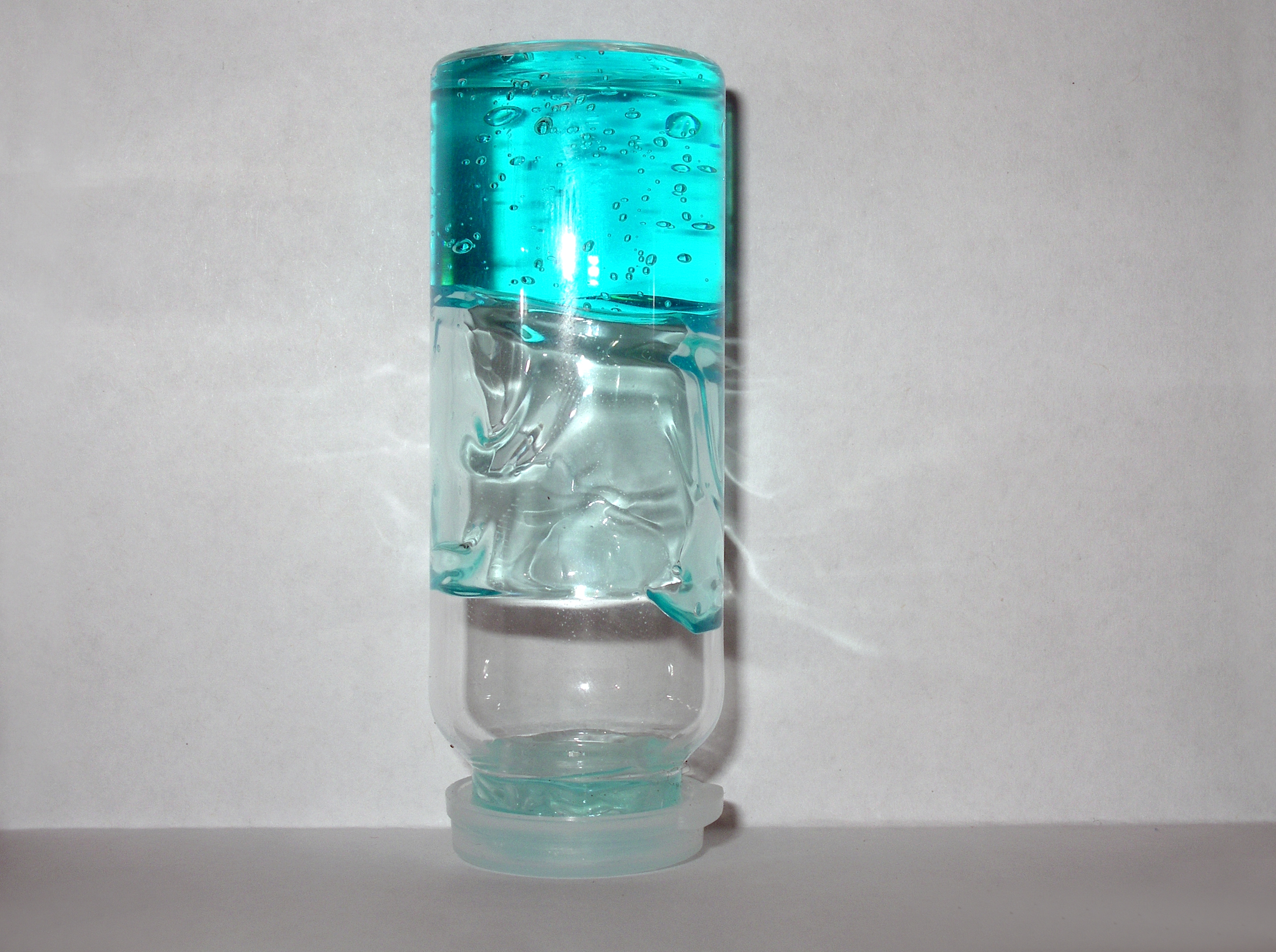
Haargel in einer Tube

Haargel ist ein Stylingprodukt in Gel-Form zum Festigen der Frisur.

## Inhaltsstoffe
Haargele bestehen in der Regel aus einem Gemisch von Wasser und Ethanol, Gelbildnern, Polymeren als Haarfestiger, Glycerin und meist Duftstoffen sowie Farbstoffen.

## Eigenschaften
Gelbildner und Haarfestigerpolymere verbinden sich miteinander und legen sich wie ein Film um das Haar, wodurch die Frisur gestylt werden kann (anders als beim Haarspray).

## Handelsformen
Haargel ist in Form von Tuben, Dosen oder Tiegeln und in verschiedenen Stärken im Handel. Zudem kann zwischen Styling-Gel und Wet-Gel unterschieden werden.

## Geschichte
Der früheste Nachweis eines haargelähnlichen Produkts, einer Mischung aus Ölen und Pinien-Harzen, stammt vom Clonycavan-Mann, einer irischen Moorleiche aus der Zeit um 392 bis 201 v. Chr. In den 1920er bis 1950er Jahren war Pomade als Haarstylingsmittel sehr populär.